# Bixiga
Bixiga (ufficialmente denominato Bela Vista) è un quartiere (bairro in portoghese) della città di San Paolo in Brasile. È considerato un "quartiere italiano", come Mooca e Brás.

## Descrizione
Negli anni settanta del XIX secolo, Antônio José Leite Braga decise di suddividere parte della sua "Chácara do Bexiga". La suddivisione, annunciata il 23 giugno 1878, fu inaugurata il 1º ottobre dello stesso anno alla presenza dell'imperatore Pedro II, con la posa della prima pietra di un ospedale che, tuttavia, non fu mai costruito.
Gli appezzamenti piccoli ed economici interessavano gli immigrati italiani poveri appena arrivati in Brasile e che non volevano lavorare nelle piantagioni di caffè dell'interno dello Stato. La maggior parte degli immigrati a Bixiga proveniva dall'Italia meridionale, in particolare dalla Campania, dalla Basilicata e dalla Calabria. Nel corso del tempo, gli immigrati di Bixiga si sono sempre più riconosciuti e autoidentificati come "calabresi". Alcuni immigrati provenivano anche dalla Puglia e dalla Sicilia.
Nei primi anni del Novecento gli immigrati italiani poveri hanno trovato appezzamenti di terreno a buon mercato in questa regione, la maggior parte di loro immigrati dalla Calabria, che non erano interessati a lavorare nelle piantagioni di caffè. Loro hanno lavorato come calzolai, droghieri, fornai, artigiani, sarti.
Sebbene ospitasse diverse fabbriche e officine, Bixiga non divenne mai un quartiere industriale. La maggior parte degli immigrati che vi abitavano era impegnata in attività legate al settore dei servizi. 
Nonostante la presenza storica di una maggioranza di italiani e dei loro discendenti, Bixiga non era esclusivamente italiana, né ghettizzata. Nel quartiere vivevano persone di varie altre nazionalità, soprattutto portoghesi, oltre a ex schiavi e ai loro discendenti che vivevano lì quando la zona si chiamava ancora Saracura.
Ancora oggi il quartiere conserva l'architettura degli immigrati italiani. Gli abitanti del quartiere erano noti anche per parlare un dialetto che era una mescolanza di portoghese con dialetti italiani. Questo dialetto è stato immortalato nelle canzoni di Adoniran Barbosa (nome artistico di João Rubinato), famoso cantante di samba brasiliano di origini italiane, che viveva in Bixiga. La città di San Paolo è cresciuta rapidamente in seguito a immigrazione. Nel 1920, quasi due terzi dei suoi abitanti erano stranieri o discendenti; gli italiani rappresentavano oltre la metà della popolazione maschile della città.
Sebbene Bixiga sia ancora conosciuta come un bastione della comunità italiana di San Paolo, la maggior parte dei discendenti italiani ha ormai lasciato il quartiere e vive in altre zone della città. Il processo di allontanamento degli italiani da Bixiga è iniziato negli anni '60, quando furono realizzate importanti opere di ingegneria pubblica nella città di San Paolo, come i grandi viali radiali e perimetrali e superstrade tagliano il tessuto da un capo all'altro. A Bixiga si verificarono innumerevoli espropri, sfollando molti dei suoi ex residenti. Negli anni '70, il rapido processo di industrializzazione iniziò ad attirare persone dalle regioni più povere del Brasile, soprattutto dal Nordest. Bixiga, grazie alla sua posizione geografica centralizzata, fu quindi occupata da immigrati provenienti da quell'area del paese. Di conseguenza, la popolazione di origine italiana del quartiere, fino ad allora maggioritaria, iniziò a diminuire. Questo cambiamento demografico non è avvenuto senza conflitti. Per la popolazione tradizionale del quartiere, l'arrivo degli immigrati del nord-est, che hanno occupato le vecchie case abbandonate dai precedenti residenti, è stato visto come una delle cause della perdita dell'identità culturale del quartiere.
Oggi Bixiga è famoso soprattutto per i suoi tipici ristoranti italiani, considerati i migliori di San Paolo.

## Monumenti e luoghi d'interesse
- Chiesa di Nostra Signora di Achiropita
- Villa Itororó
- Scalinata di Bixiga

## Cultura

### Eventi
La Festa di Nostra Signora Achiropita si tiene ogni anno durante i fine settimana di agosto. Celebrata a partire dal 1926 su iniziativa di un gruppo di immigrati italiani provenienti dalla Calabria, è oggi una delle feste più tradizionali della città di San Paolo. L'evento si avvale del lavoro di circa 900 dipendenti e tutti i proventi sono destinati alle opere sociali della parrocchia. Secondo gli organizzatori, nei cinque fine settimana della festa si consumano, tra gli altri prodotti, undici tonnellate di pasta, cinque tonnellate di mozzarella e diecimila litri di vino, per un pubblico stimato in duecentomila persone. 
Il 20 febbraio 2024 la festa di Nostra Signora di Achiropita è stata riconosciuta dal Congresso brasiliano come manifestazione della cultura nazionale.

### Istruzione

#### Musei
- Museo degli Occhiali Gioconda Giannini

### Teatri
- Teatro Oficina, fondato nel 1958

## Galleria d'immagini

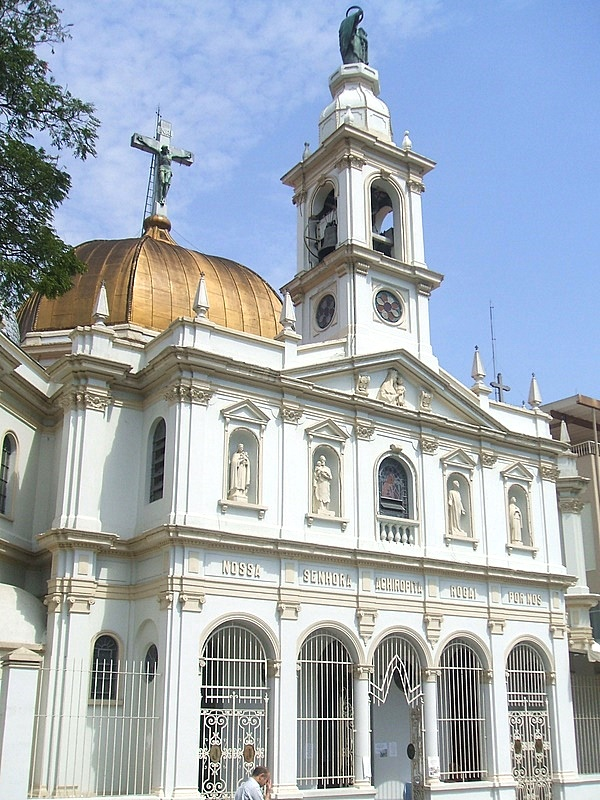
La chiesa di Madonna Achiropita.
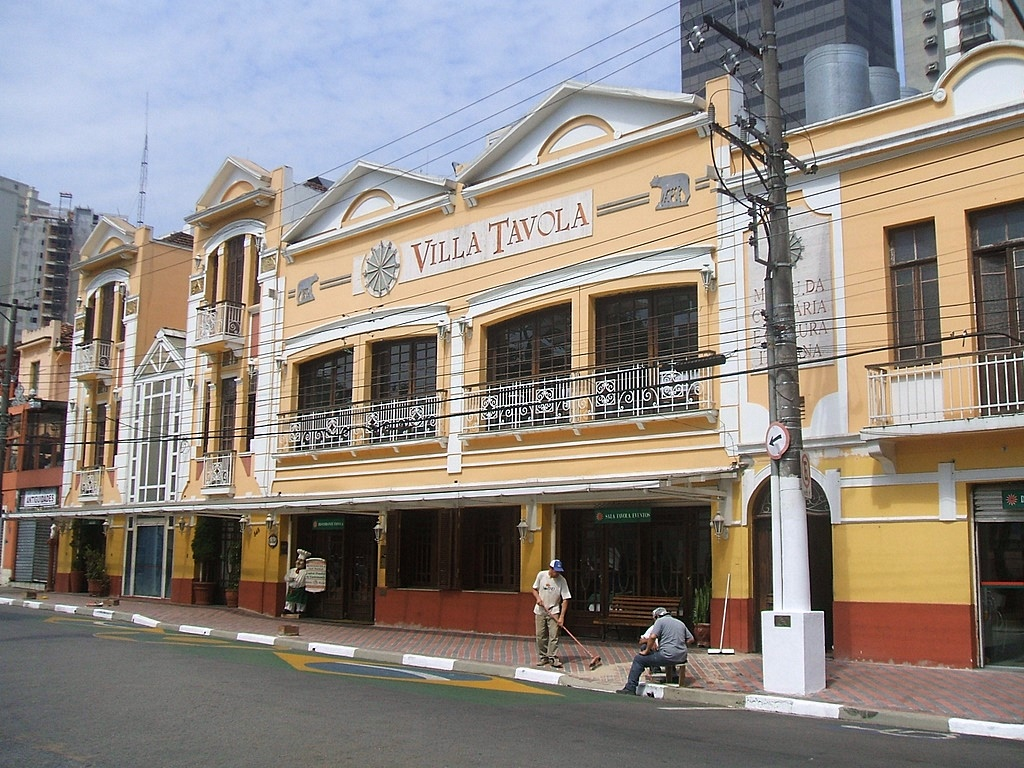
Un famoso ristorante italiano
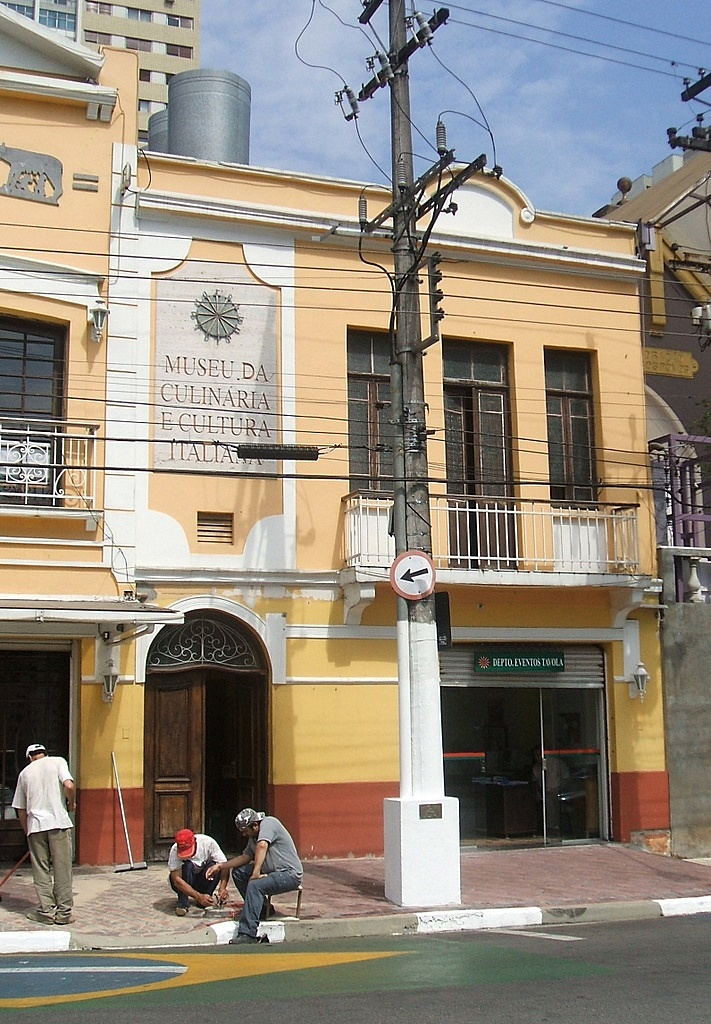
Museu da Culinária e Cultura Italiana (Museo della Cucina e cultura italiana)
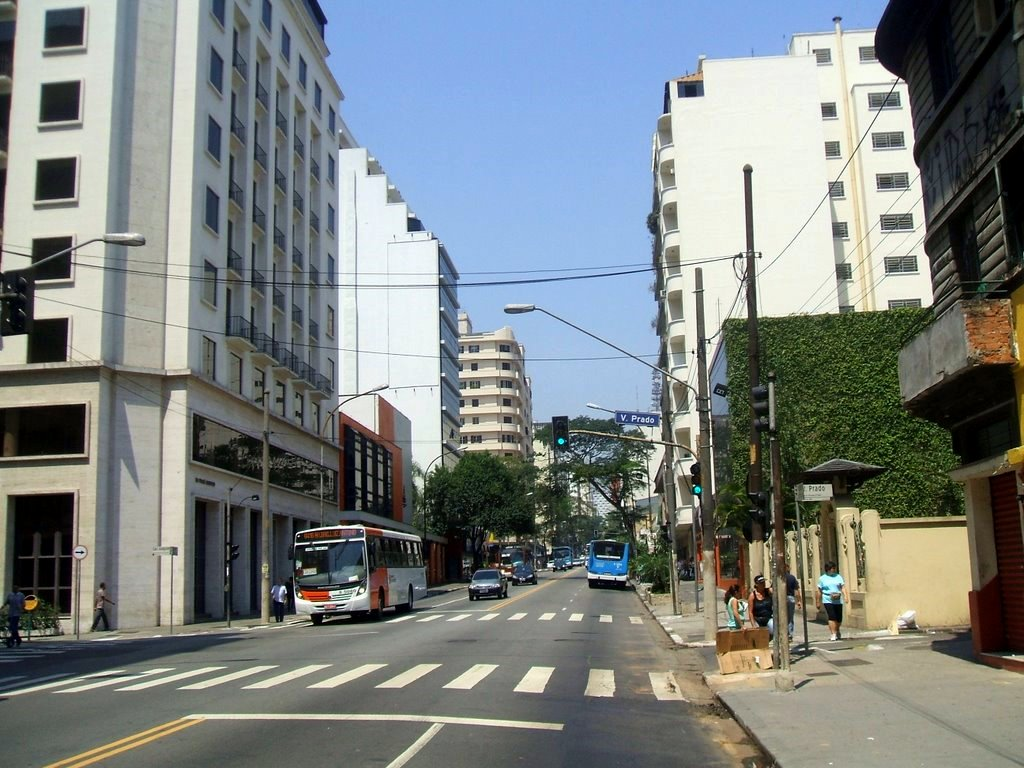
Avenida Brigadeiro Luís Antonio